# Caprinia
Caprinia és un gènere d'arnes de la família Crambidae.

## Taxonomia
- Caprinia castanealis Kenrick, 1907
- Caprinia conglobatalis (Walker, 1865)
- Caprinia cuprescens Hampson, 1912
- Caprinia felderi Lederer, 1863
- Caprinia fimbriata (E. Hering, 1903)
- Caprinia intermedia Warren, 1896
- Caprinia marginata Janse, 1924
- Caprinia periusalis Walker, 1859
- Caprinia trichotarsia Hampson, 1912
- Caprinia unicoloralis (Kenrick, 1907)
- Caprinia versicolor (Pagenstecher, 1900)